# Glucose-6-fosfaatdehydrogenase

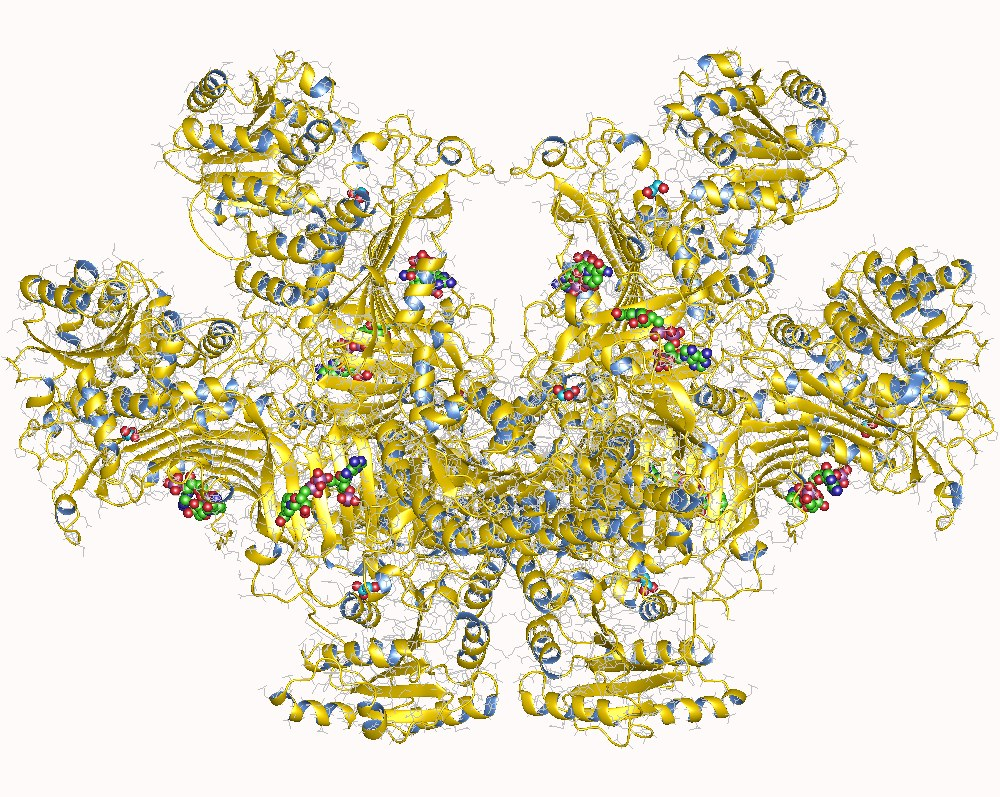
Glucose-6-fosfaatdehydrogenase, homotetramer, Human

Glucose-6-fosfaatdehydrogenase (G6PD) is een enzym dat aanwezig is in de rode bloedcellen. Het katalyseert de belangrijkste reactie in de hexosemonofosfaatshunt, een zijtak van de glycolyse, waarin NADPH gevormd wordt. Deze reducerende verbinding is nodig bij de glutathioncyclus, die van vitaal belang is voor de erytrocyt (rode bloedcel) als verdediging tegen oxidatieve stress. Zonder goed werkend en stabiel G6PD komt de rode bloedcel energie tekort. Dan kan het hemoglobine geen zuurstof meer transporteren, wat resulteert in hemolyse door oxidatieve stress.
Een tekort aan G6PD kan leiden tot een aanhoudende vorm van geelzucht bij een pasgeborene. Ook kan het leiden tot bloedarmoede als gevolg van plotselinge heftige afbraak van rode bloedcellen. Dit kan uitgelokt worden door het gebruik van bepaalde medicijnen of voedingsmiddelen (bijvoorbeeld tuinbonen, dit wordt favisme genoemd).
G6PD-activiteit verlaagd:
- Wanneer de G6PD-activiteit verlaagd is, is er sprake van een G6PD-tekort. Hoe lager de enzymactiviteit, des te groter de kans dat de patiënt klachten zal krijgen bij oxidatieve stress.

G6PD-activiteit verhoogd:
- verworven verhoging door reticulocytose
- erfelijke verhoging activiteit